# Прохаска Вікентій Іванович
Вікентій Іванович Прохаска (нар. 1870 — пом. 24 жовтня 1927) — український архітектор часів Російської імперії. Здійснював будівництво житлових будинків середньої та великої коштовності, перебудову магазинів та декілька громадських будівель на приватні замовлення.

## Життєпис

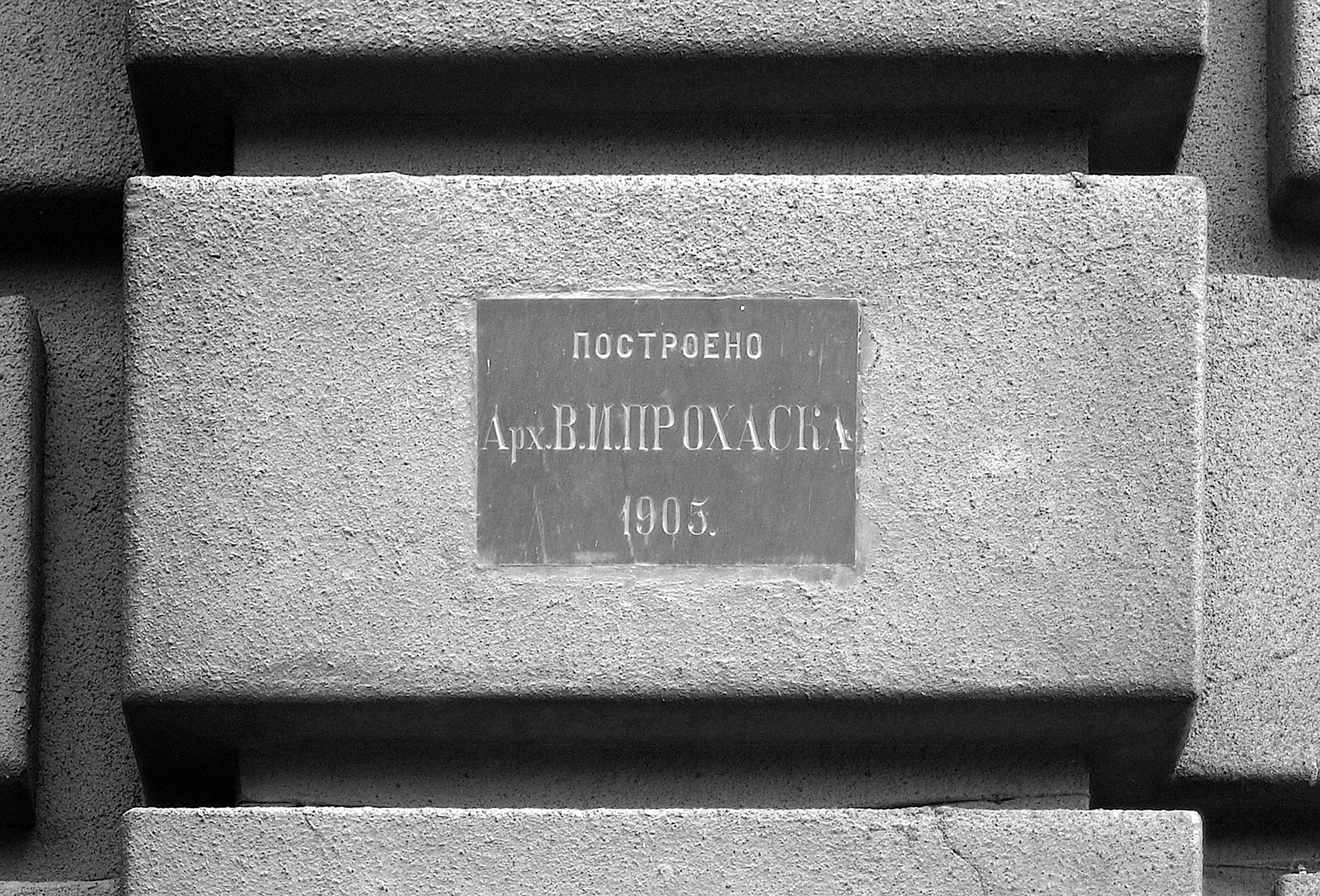
Таблиця на будинку Товариства Приватного ломбарду

Отримав спеціальну освіту у Відні. У 1893 році переїхав до Одеси, однак той рік не згадується у справах про затвердження планів будівель. Дані по архітектурній діяльності Одеси у 1894—1898 втрачені. У 1895 році був прийнятий до членів архітектурного відділення ОВІРТТ. Прохаска участь у конкурсі на проект Одеської купецької біржі, саме його проект був взятий за основу і перероблений О. Й. Бернардацці. Представник одеської архітектурної школи історизму, проекти Прохаски відрізняються монументальністю, активно використовуються елементи італійського ренесансу.
У 1927 році брав участь у обговоренні нового генерального плану міста Одеси.

## Споруди

### Житлові
- Будинок К. К. і Н. К Ксида, арх. Прохаска В. И., проект: 1899 р. Будівництво, 1900 — ? рр.[2]. Пам'ятка архітектури місцевого значення № 248-Од[3]
- Будинок Р. Н. Аудерського, 1899–1900 рр., Маразліївська вул., 54[2]. Пам'ятка архітектури місцевого значення № 459-Од[3]
- Флігель Л. І. Россолімо, 1901 р., Рішельєвська вул., 21[2]
- Флігель І. А. Заблоцького, 1902 р., вул. Віри Інбєр, 15[2]. Виявлена пам'ятка архітектури[3]
- Будинок В. Н. Яловікова, 1902–1903 рр., вул. Новосельського, 75[2]. Пам'ятка архітектури місцевого значення № 459-Од[3]
- Будинок П. А. Прокудіна, 1903–1904 рр., вул. Льва Толстого, 32[2]. Пам'ятка архітектури місцевого значення № 434-Од[3]
- Перебудова і надбудова третього поверху будинку Л. І. Россолімо, первісний проект 1901 р.. Новий проект, 1905 р., Рішельєвська вул., 21[2]
- Будинок І. Соломос, 1905 р., Преображенська вул., 4[2]. Пам'ятка архітектури місцевого значення № 22-Од[3]
- Будинок М. Фон-Дєш, 1908–1909 рр., вул. Гогля, 21[2]. Пам'ятка архітектури місцевого значення № 183/1-Од[3]
- Будинок Є. П. Котляревської, 1910 р., Успенська вул., 7[2]Пам'ятка архітектури і історії місцевого значення № 876-Од[3]
- Флігель Ю. К. Ломєєра, 1910 р., Успенська вул., 9[2]
- Будинок Ю. К. Ломєєра, 1911 р., Успенська вул., 9[2]Пам'ятка архітектури і історії місцевого значення № 877-Од[3]
- Реконструкція і надбудова будинку Ю. К. Ломєєра третім поверхом, 1911 р., Успенська вул., 9[2]Пам'ятка архітектури і історії місцевого значення № 877-Од[3]
- Два триповерхових флігеля та надбудова третього поверху над флігелем І. Ф. Ланга, 1911 р., Мала Арнаутська вул., 86[2]
- Будинок Товариства прикажчиків-християн, 1911–1914 рр., вул. Новосельського, 100[2]. Пам'ятка архітектури місцевого значення № 558/1-Од[3]
- Надбудова другого поверху над будинком М. А. Рено, 1911 р., Французький бульв., 15[2]. Виявлена пам'ятка архітектури[3]
- Прибудова флігеля до особняку К. Е. Андрієвського, 1911 р., Лідерсівський бульв., 13[2]. Виявлена пам'ятка архітектури[3]
- Демонтаж цинкових куполів будинку П. П. Котляревського, 1911 р., Катеринінська вул., 83-85[2]. Пам'ятка архітектури місцевого значення № 473-Од[3]
- Будинок Е. М. Севастопуло, 1912 р. Катеринінська вул., 19[2]. Пам'ятка архітектури місцевого значення № 325-Од[3]
- Перебудова будинку Е. М. Севастопуло, 1912 р. Дерибасівська вул., 15[2] (на місці ресторану «Братислава», будівля не збереглась)
- Особняк Є. М. Строганової, 1912 р., вул. Дача Ковалевського[2] (місцезнаходження і збереженість невідомі)
- Внутрішня перебудова та загальний ремонт у будинку І. І. Машевського, 1912 р., пров. Маяковського, 10[2]. Пам'ятка історії місцевого значення № 485-Од[3]
- Особняк Р. Н. Аудерського, 1912 р., Чорноморська вул., 19[2] (будівля не збереглась)
- Надбудова другого поверху флігелю М. К. Джевецької, 1912 р., 2-й Лермонтовський пров., 3 (нині територія санаторію «Лермонтовский», будівля не збереглась)[2]
- Будинок (додатковий корпус) Є. і В. Кокушкіних, 1912 р., Отрадна вул., 14[2]. Виявлена пам'ятка архітектури[3]
- Флігель І. Соломос, 1913 р., Преображенська вул., 4[4]. Пам'ятка архітектури місцевого значення № 22-Од[3]
- Прибудова двох житлових флігелів до будинку М. К. Джевецької, 1913 р., 2-й Лермонтовський пров., 3[2] (нині територія санаторію «Лермонтовский», будівля не збереглась)
- Перебудова і ремонт другого та третього поверхів будинку Страца, 1913 р., Отрадна вул., 5[2]
- Перебудова колишнього складу насіння млина Олова і Дур'яна у житловий будинок М. Г. Кашихіна, 1913 р. Старопортофранківська вул., 101[2]. Пам'ятка архітектури місцевого значення № 135-Од[3]
- Реконструкція будинку І. М. Бузні, 1914 р., вул. Пастера, 60[2]. Пам'ятка архітектури місцевого значення № 642-Од[3]

### громадські
- Нова біржа (Купецька біржа), арх. Прохаска В. І., 1891 р. Переробка проекту, арх. Бернардацці О. Й., будівництво: 1894–1899 рр., вул. Буніна, 15[4]Національна пам'ятка архітектури № 552[3]
- Реконструкція та надбудова частини будинку Акційного товариства Приватного ломбарду, 1903–1905 рр. Надбудова остаточної частини будинку по вул. Леха Качиньського, 1910 р., вул. Леха Качиньського, 12[2]. Пам'ятка архітектури місцевого значення № 21-Од[3]
- Реконструкція міського буфета орендарями «Енні Ф. і Ко», 1906 р., Приморський бульвар[3] (був розташований на штучній терасі ліворуч від бульварних сходів, не зберігся)
- Будівля Індо-Європейської телеграфної компанії, 1911 р., вул. Леонтовича, 14[2]. Пам'ятка архітектури місцевого значення № 105-Од[3]
- Клуб Товариства прикажчиків-християн, 1911–1914 рр., вул. Новосельського, 100[2]. Пам'ятка архітектури місцевого значення № 558/2-Од[3]

### влаштування магазинів
- Перебудова магазину товариства чайної торгівлі і складів «Брати К, і С. Попови» у будинку Р. К. Дулгерової, 1901 р., Польська вул., 16[2] (будівля не збереглась)
- Перебудова магазинів у будинку Е. Й, Бакош, 1903 г., Олександрівський просп., 37[2]
- Пониження вікон та підлоги, влаштування дверей у магазині у будинку В. Н. Яловікова, 1903 р., Велика Арнаутська вул., 81[2]
- Розширення прольоту магазина у будинку Н. С. Нейман, 1912 р., вул. Буніна, 26[2]
- Перебудова двоповерхового магазину «Фрідріх Кроне і Ко» у будинку В. Н. Посохової і А. Н. Кліменко, 1913 р., Катеринінська вул., 21[2]

### Не реалізовані проекти
- Будинок Папудової, Ланжеронівська вул., 24[5]

## Галерея

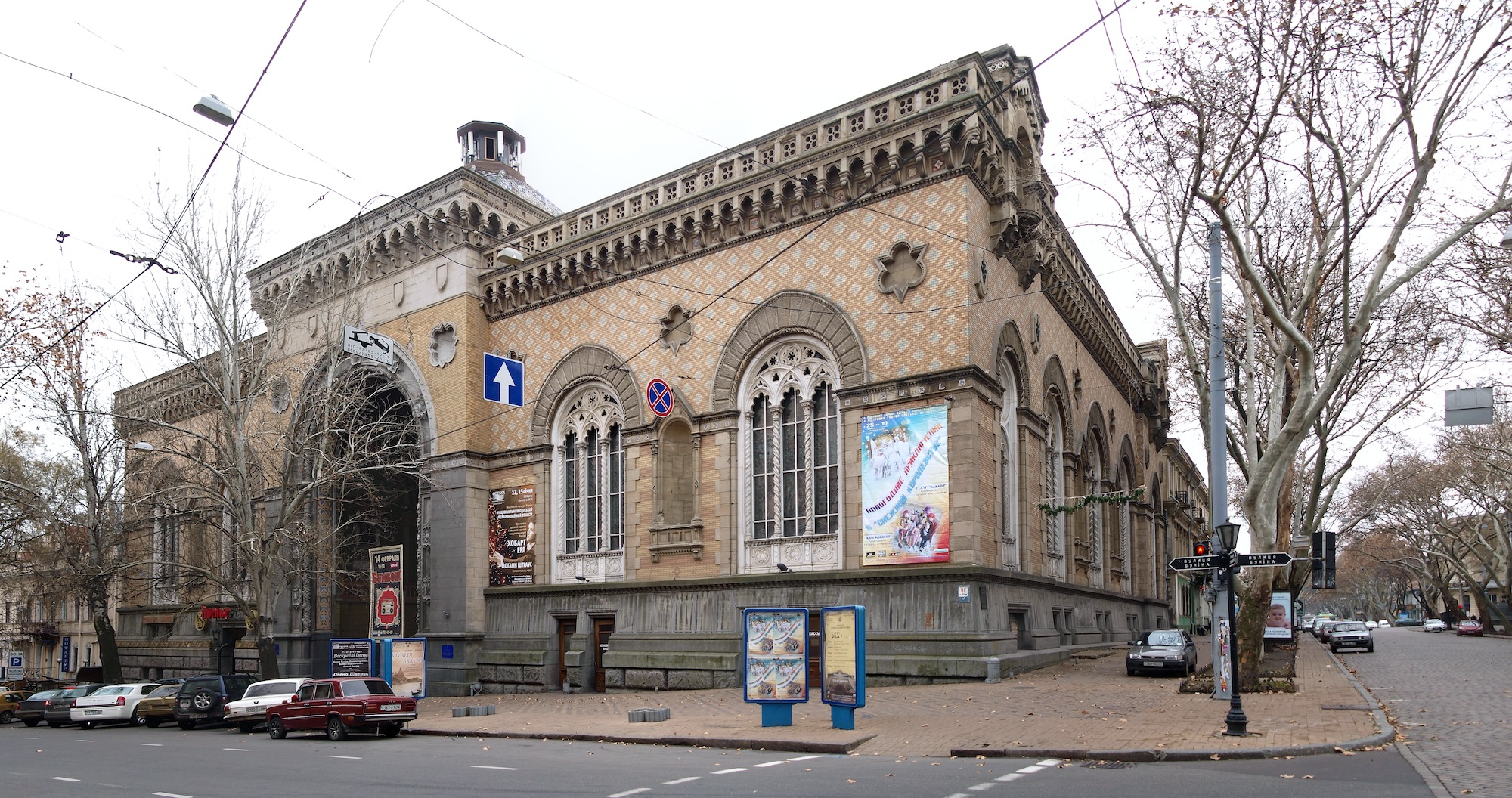
Нова біржа (Купецька біржа), арх. Прохаска В. І., 1891 р. Переробка проекту, арх. Бернардацці О. Й., будівництво: 1894 — 1899
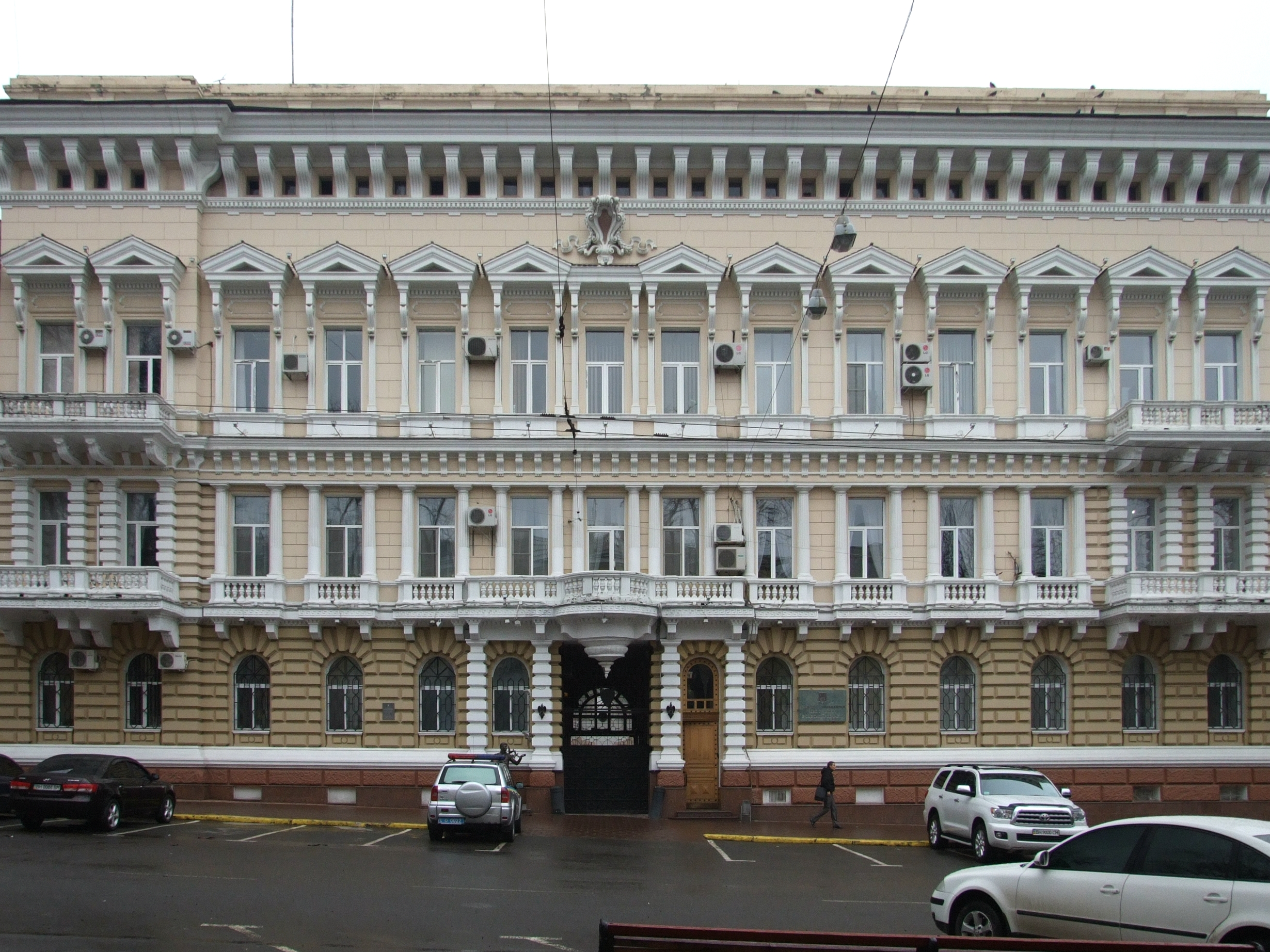
Будинок К. К. і Н. К Ксида, арх. Прохаска В. И., проект: 1899 р. Будівництво, 1900 — ?
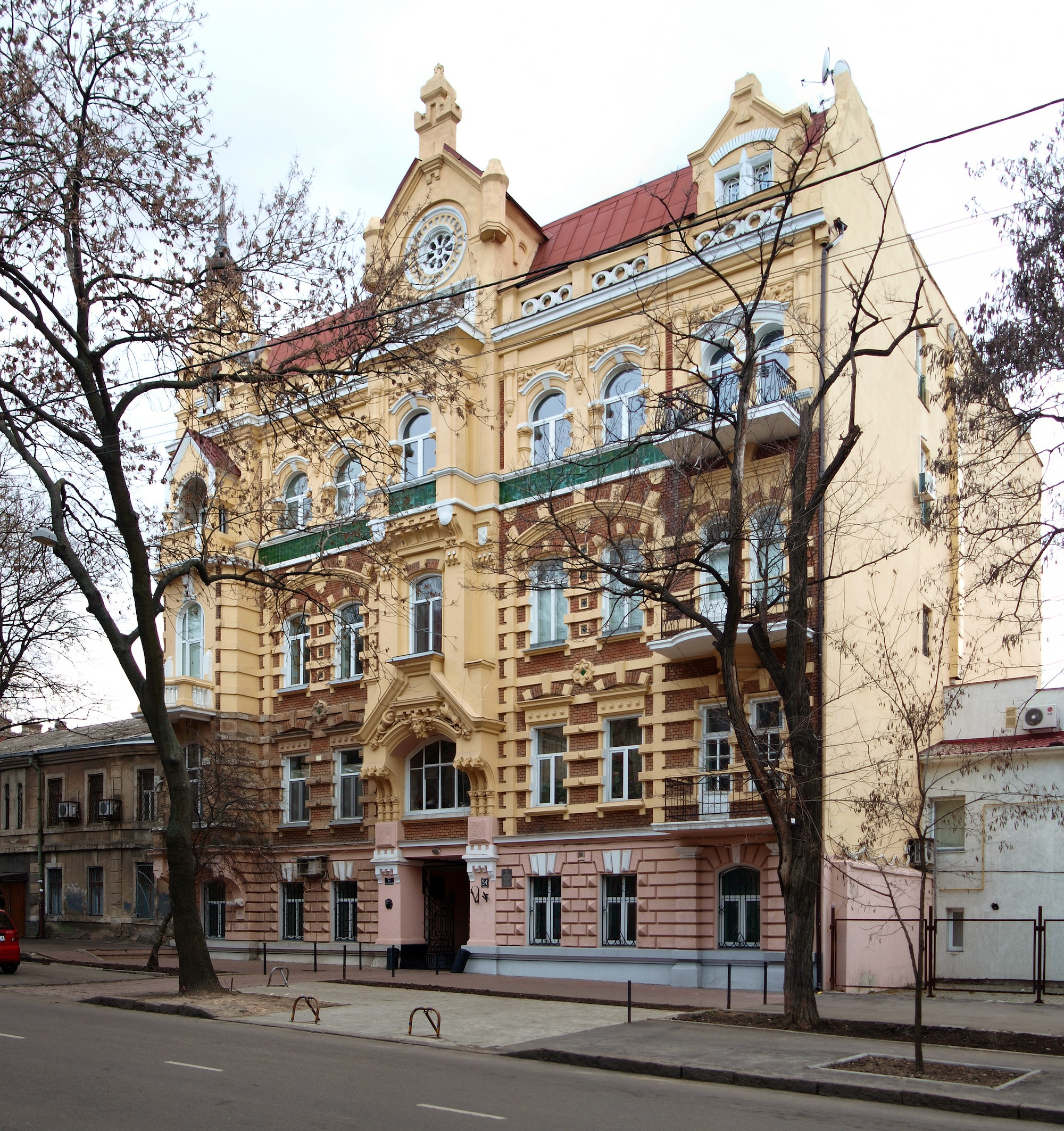
Будинок Аудерського, 1899 - 1900
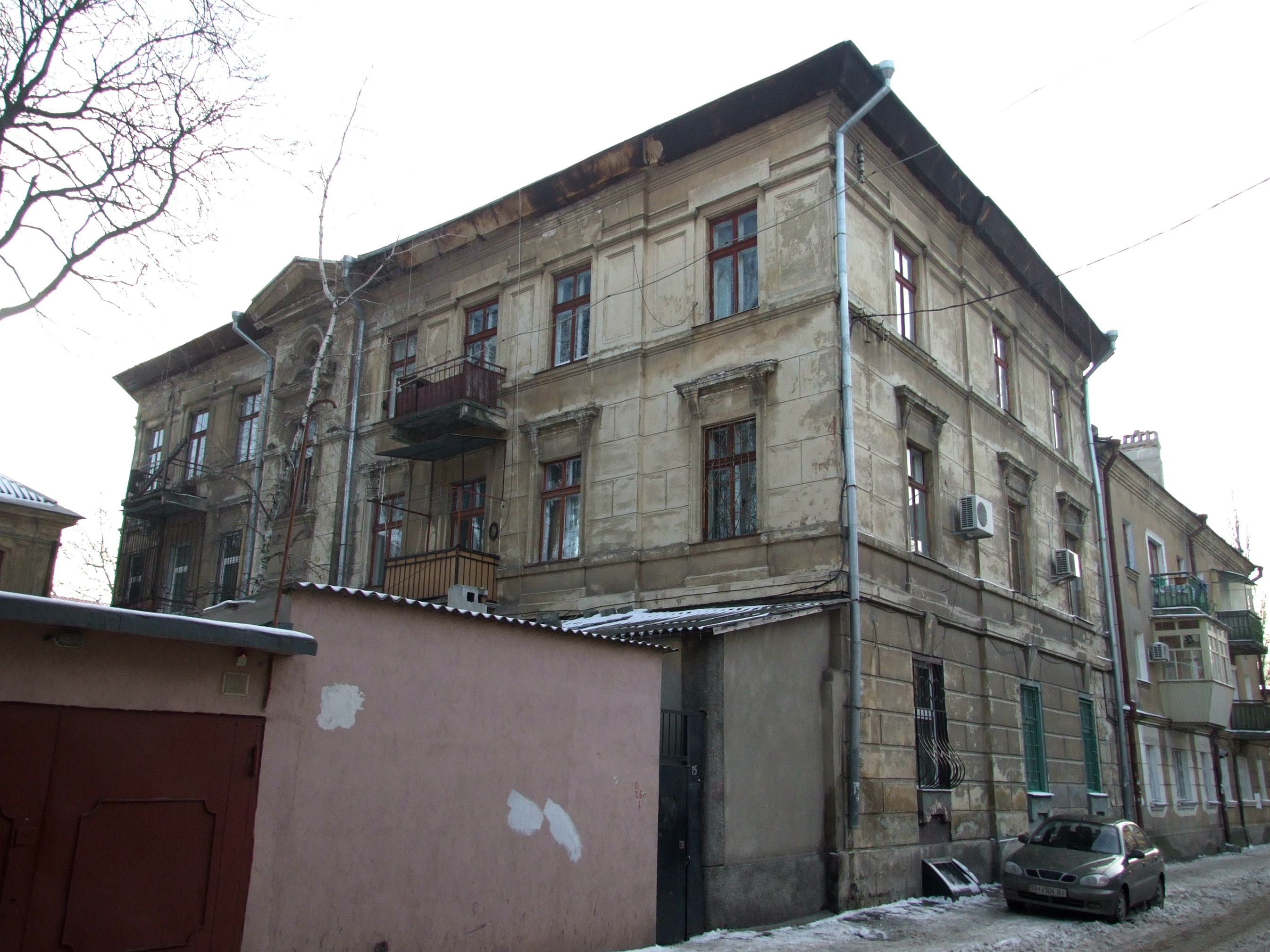
Флігель І. А. Заблоцького, 1902
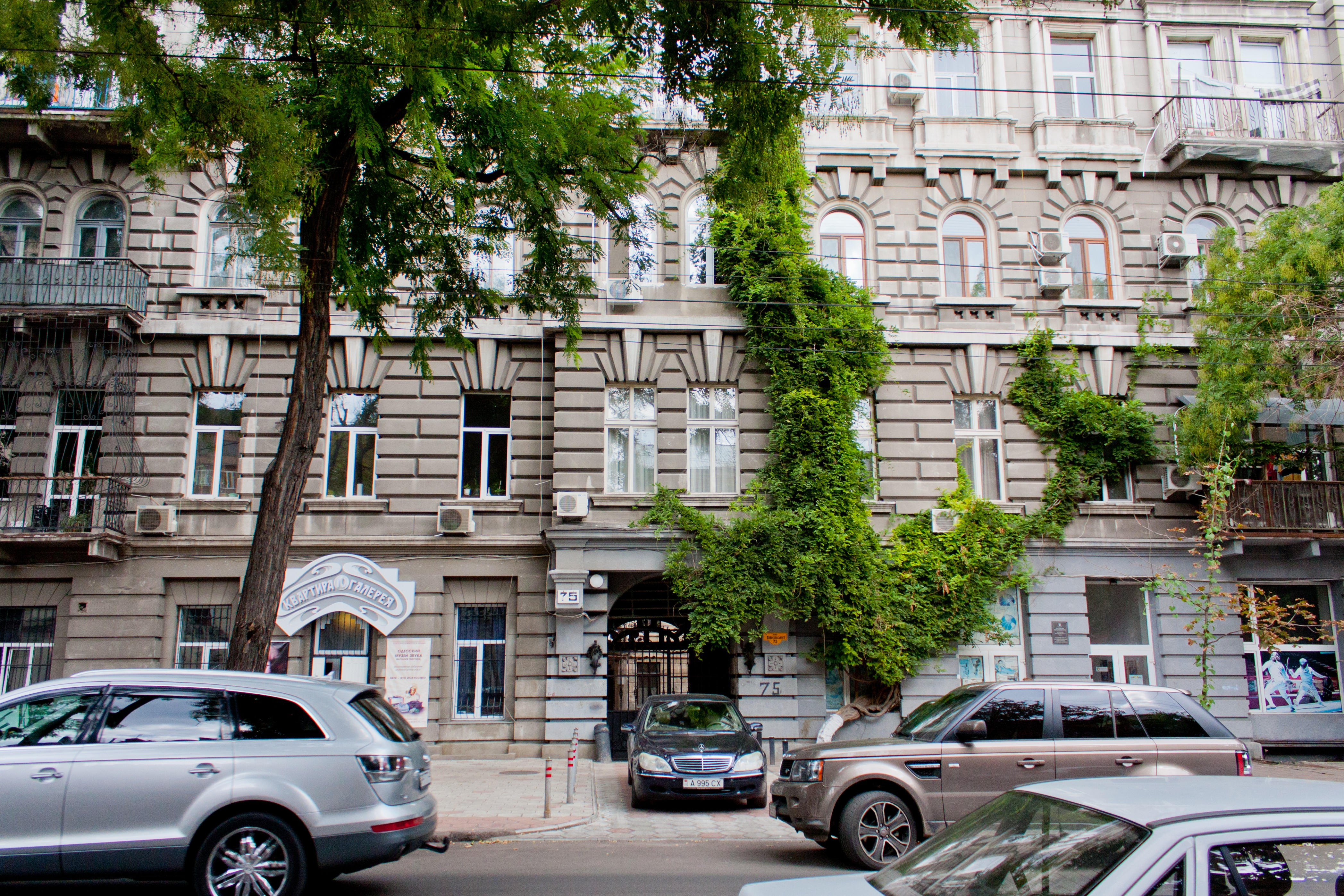
Будинок В. Н. Яловікова, 1902 - 1903
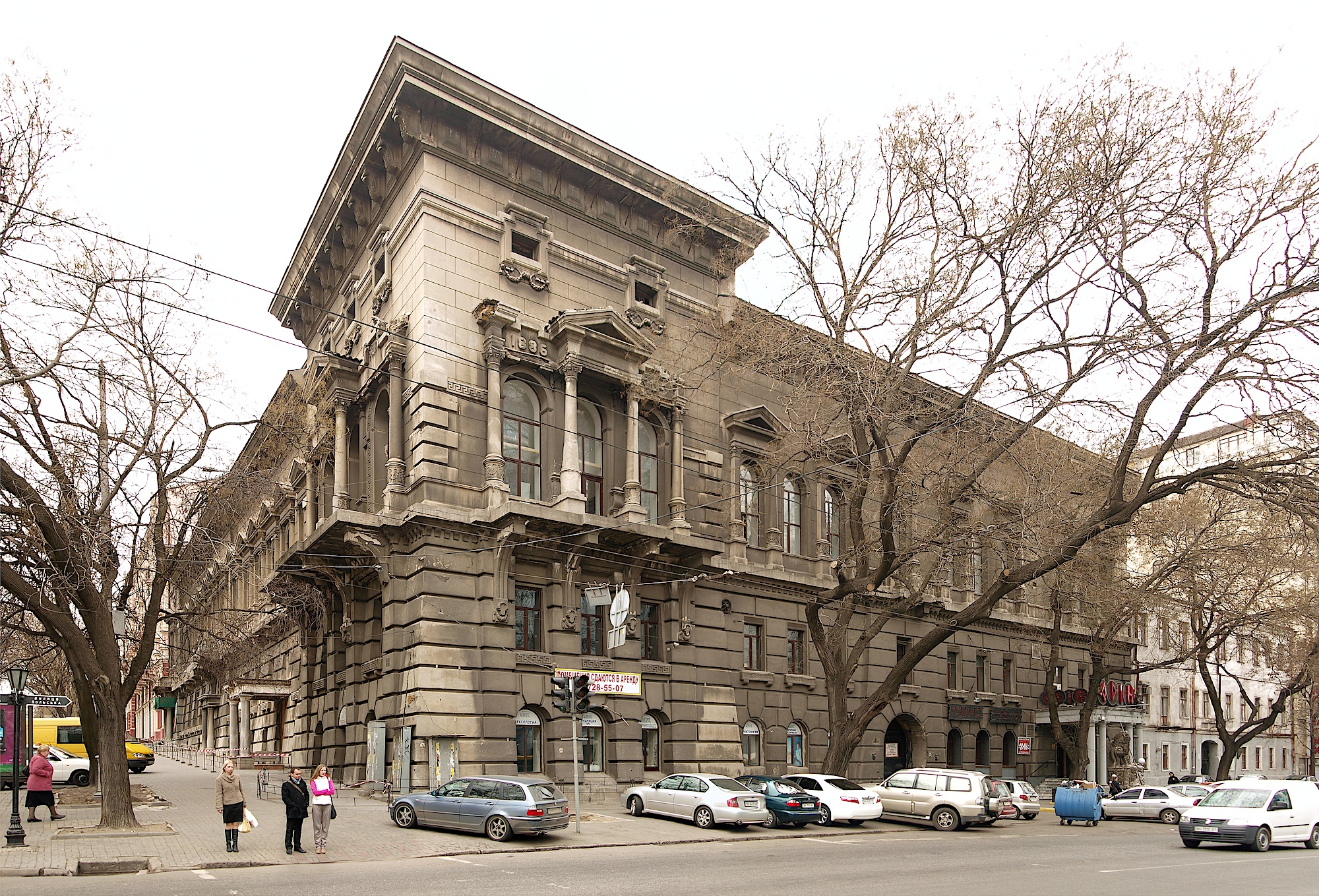
Реконструкція та надбудова частини будинку Акційного товариства Приватного ломбарду, 1903 - 1905 рр. Надбудова остаточної частини будинку по вул. Леха Качиньського, 1910
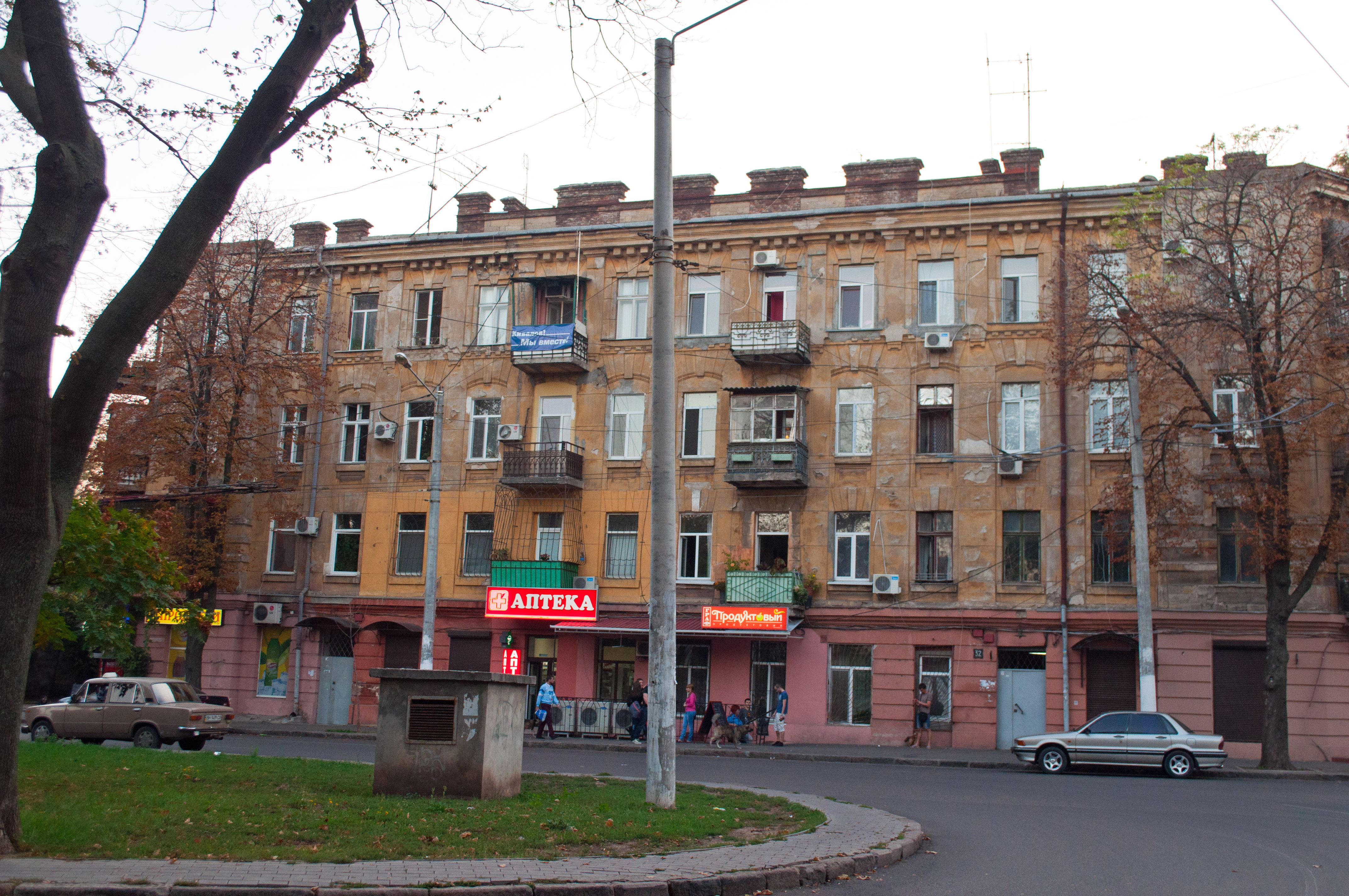
Будинок П. А. Прокудіна, 1903 - 1904
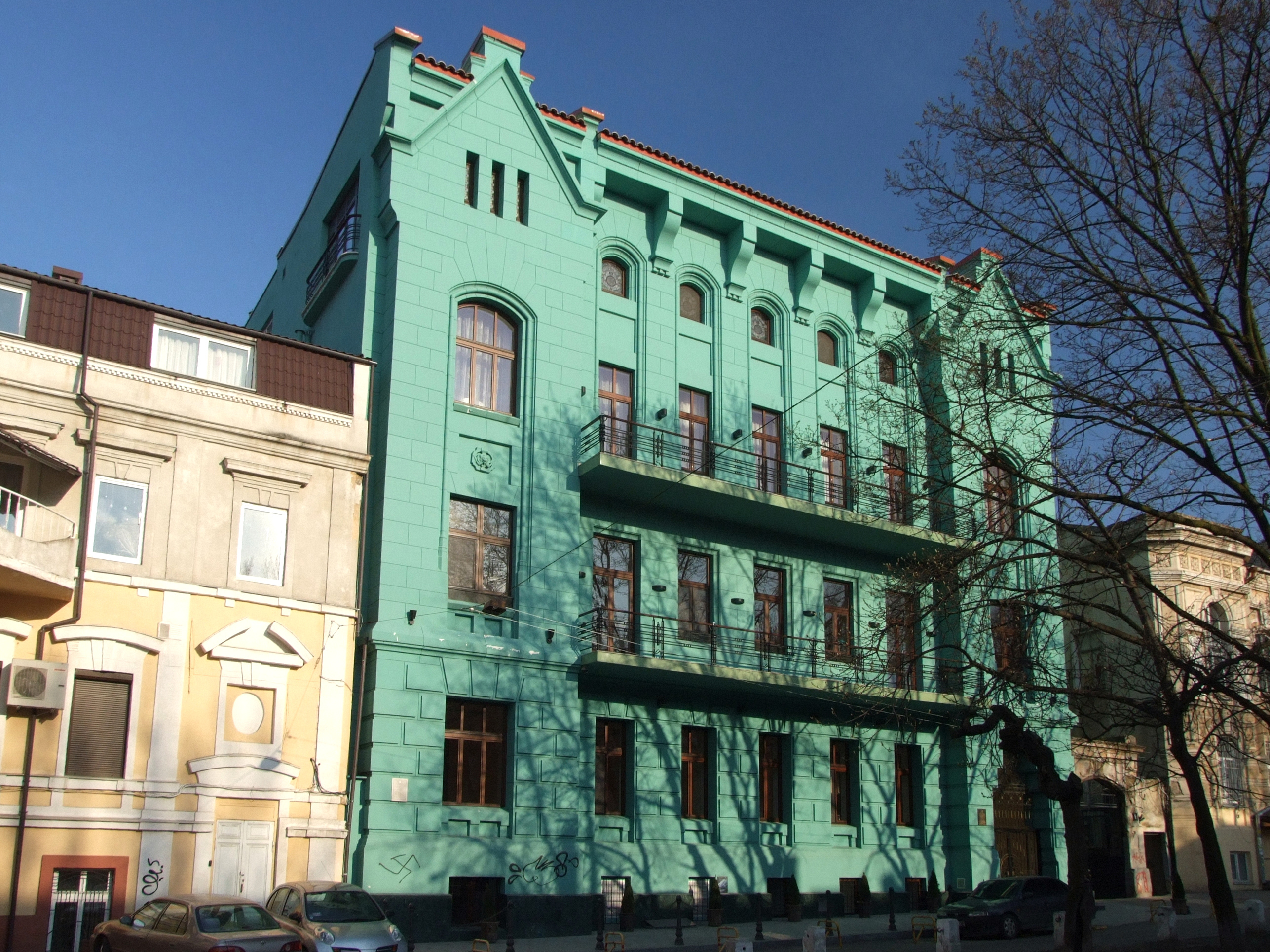
Будинок І. Соломос, 1905
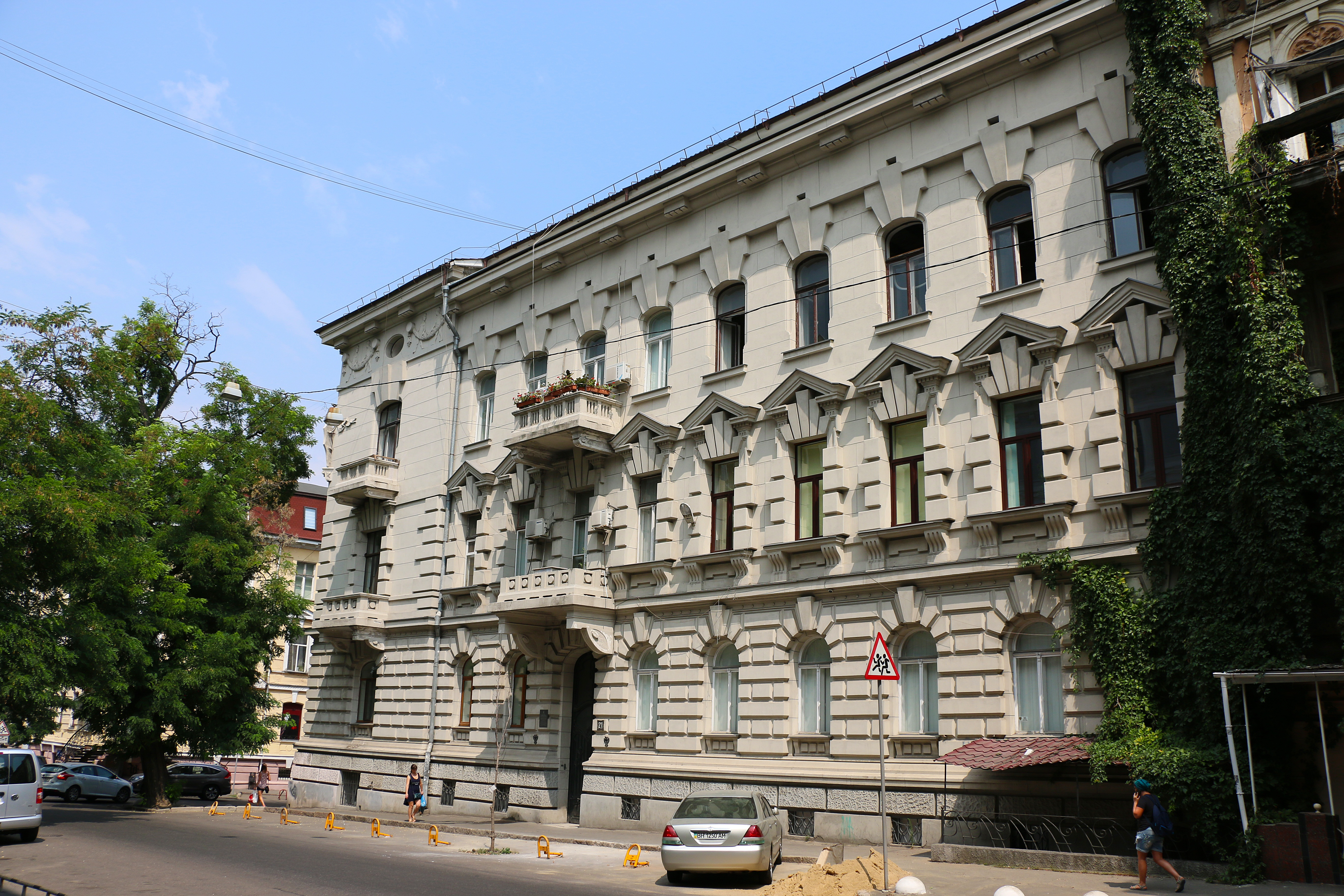
Будинок М. Фон-Дєш, 1908 - 1909
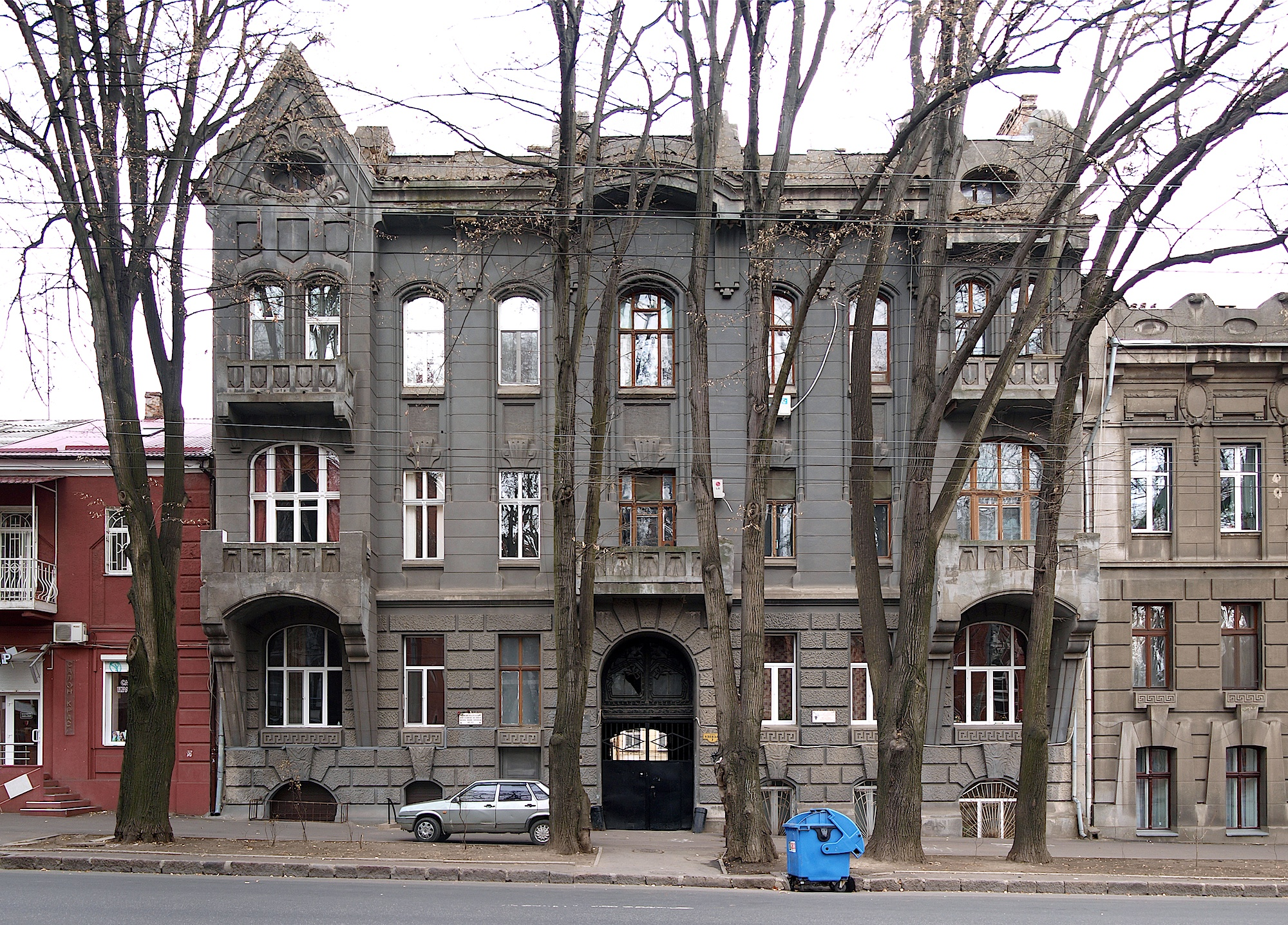
Будинок Є. П. Котляревської, 1910
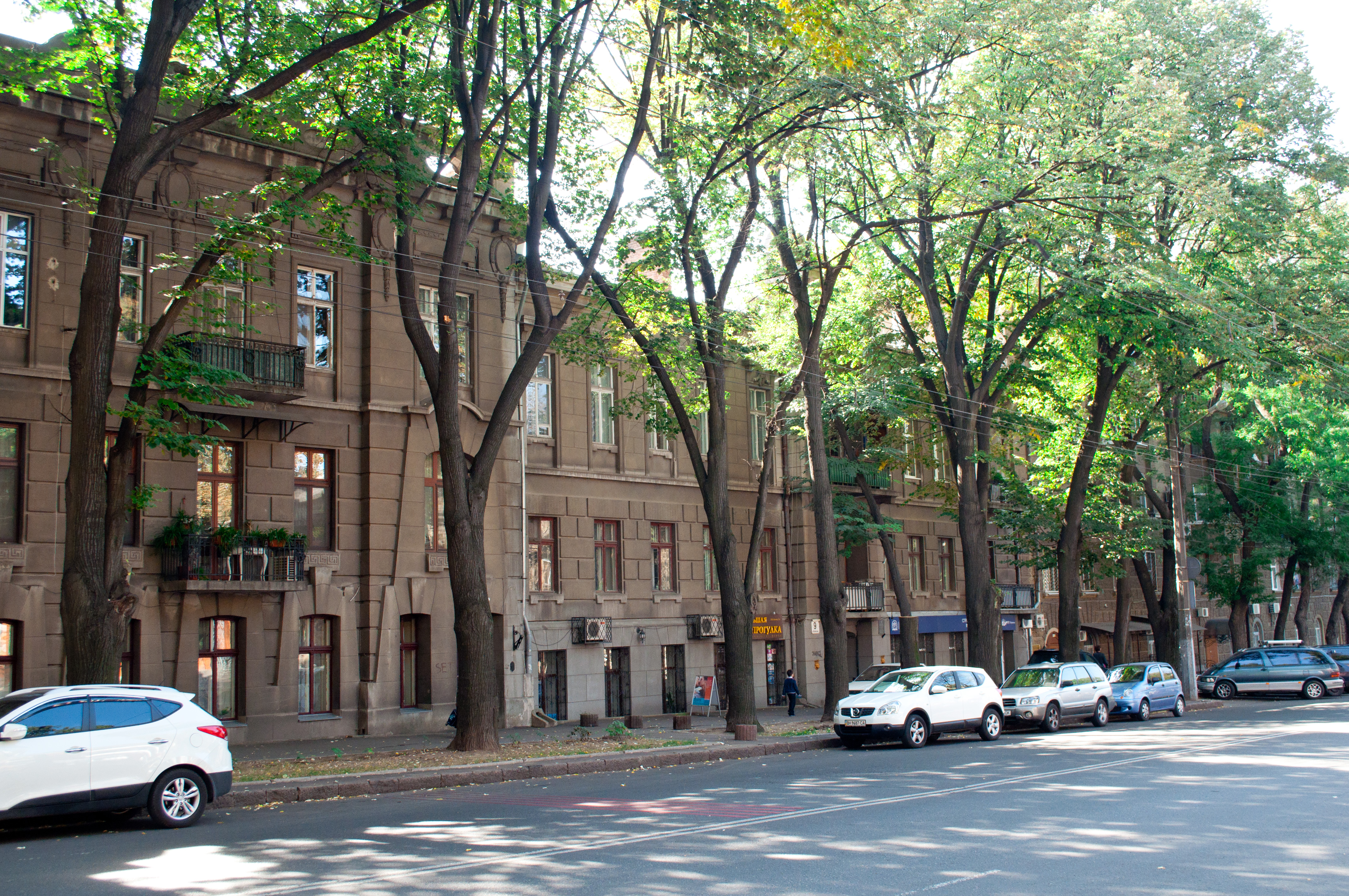
Новий будинок, реконструкція і надбудова існуючого будинку Ю. К. Ломєєра третім поверхом, 1911
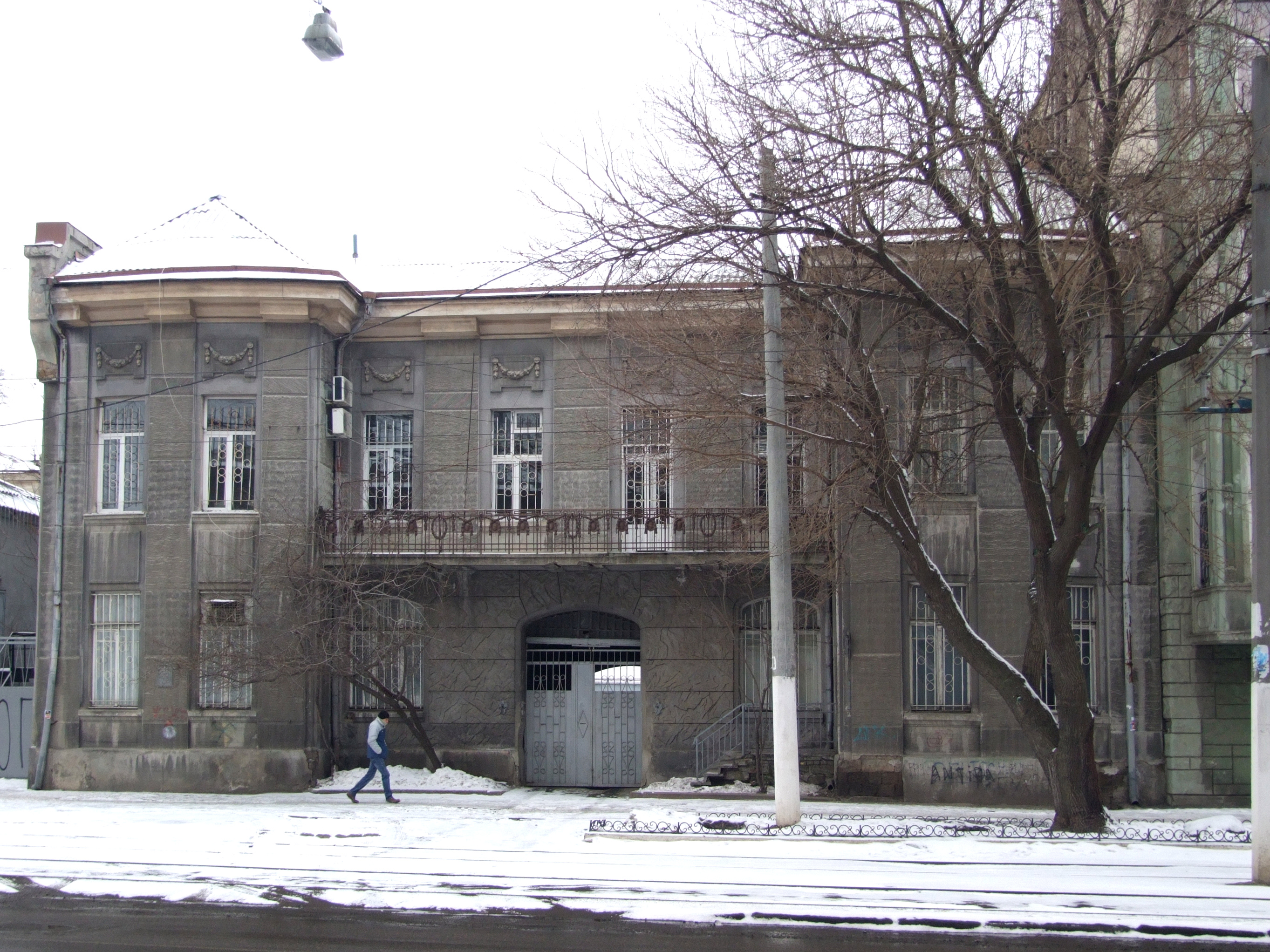
Будівля Індо-Європейської телеграфної компанії, 1911
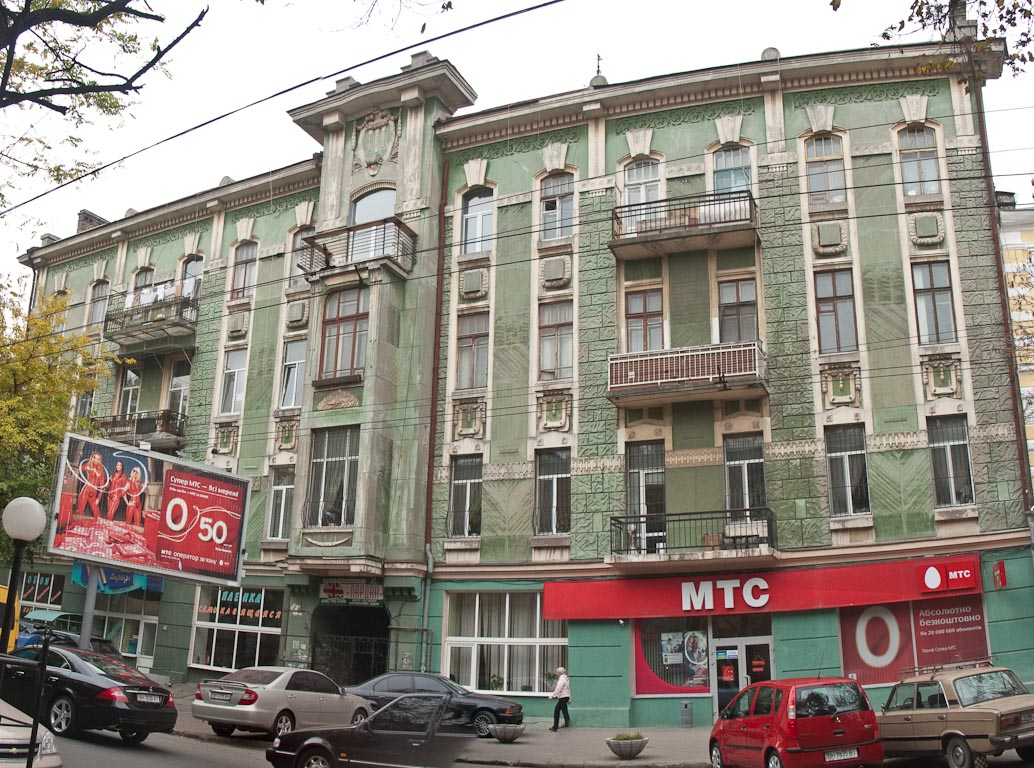
Будинок Товариства прикажчиків-християн, 1911 - 1914
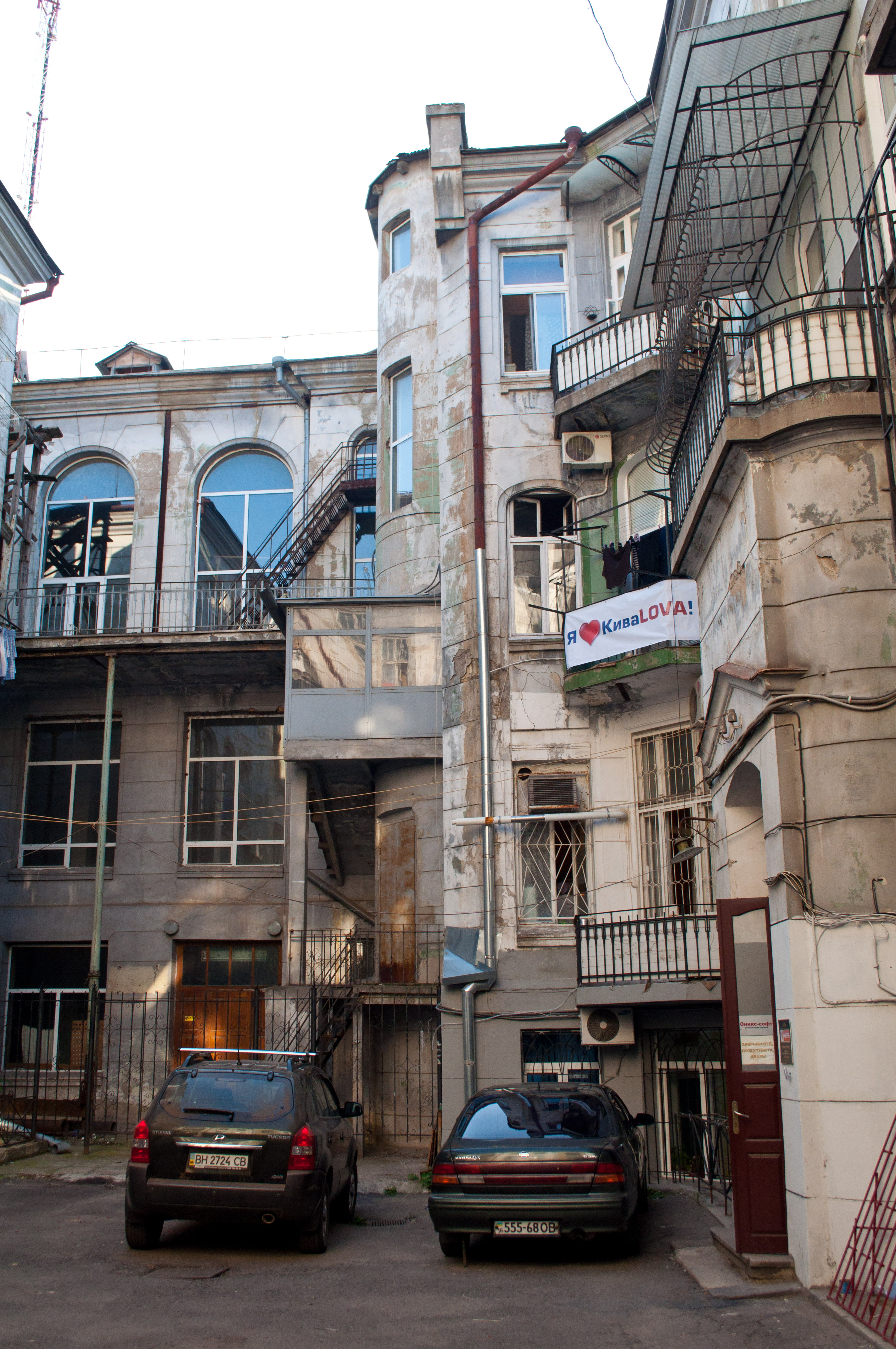
Клуб Товариства прикажчиків-християн, 1911 - 1914
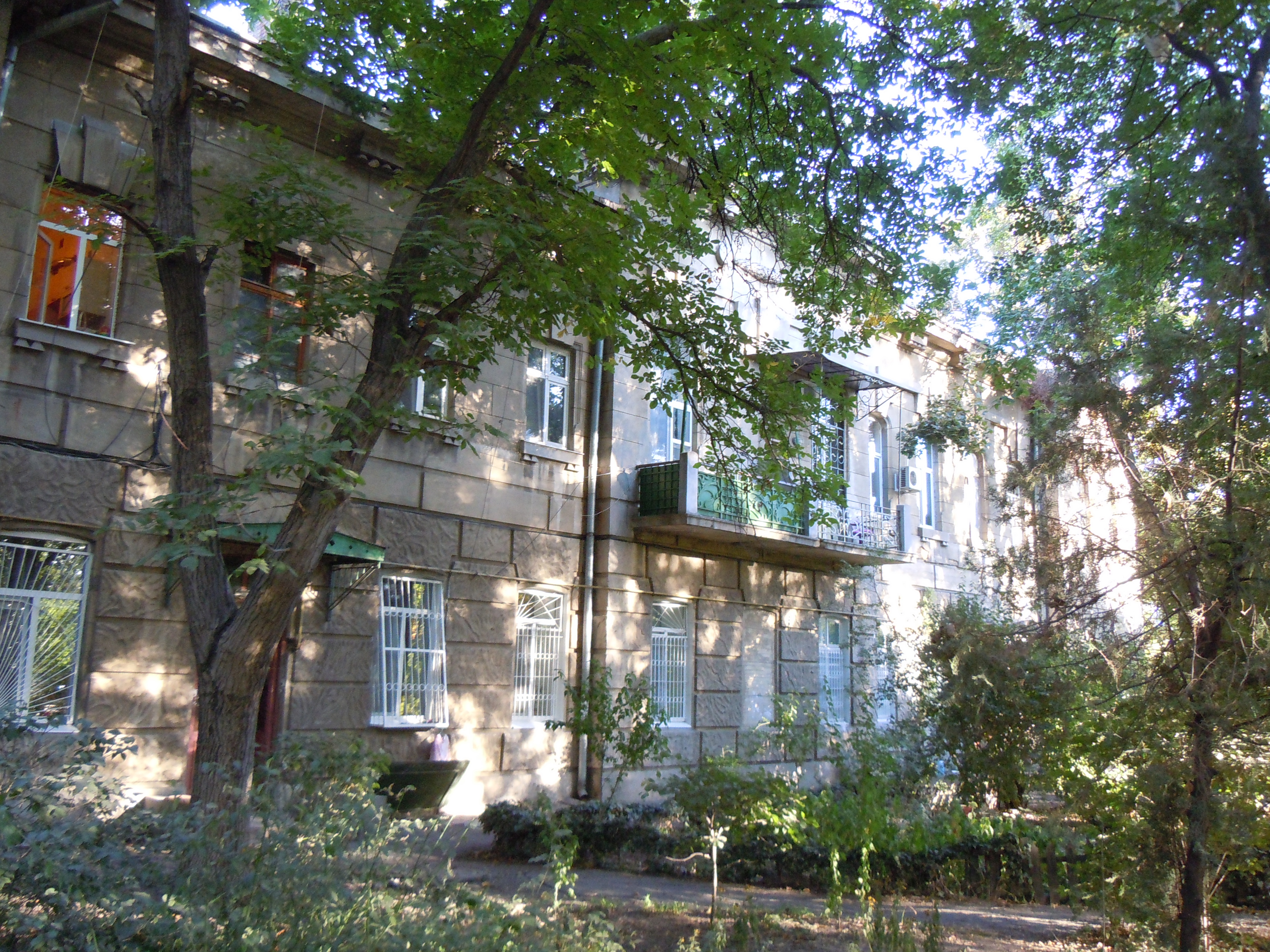
Надбудова другого поверху над будинком М. А. Рено, 1911
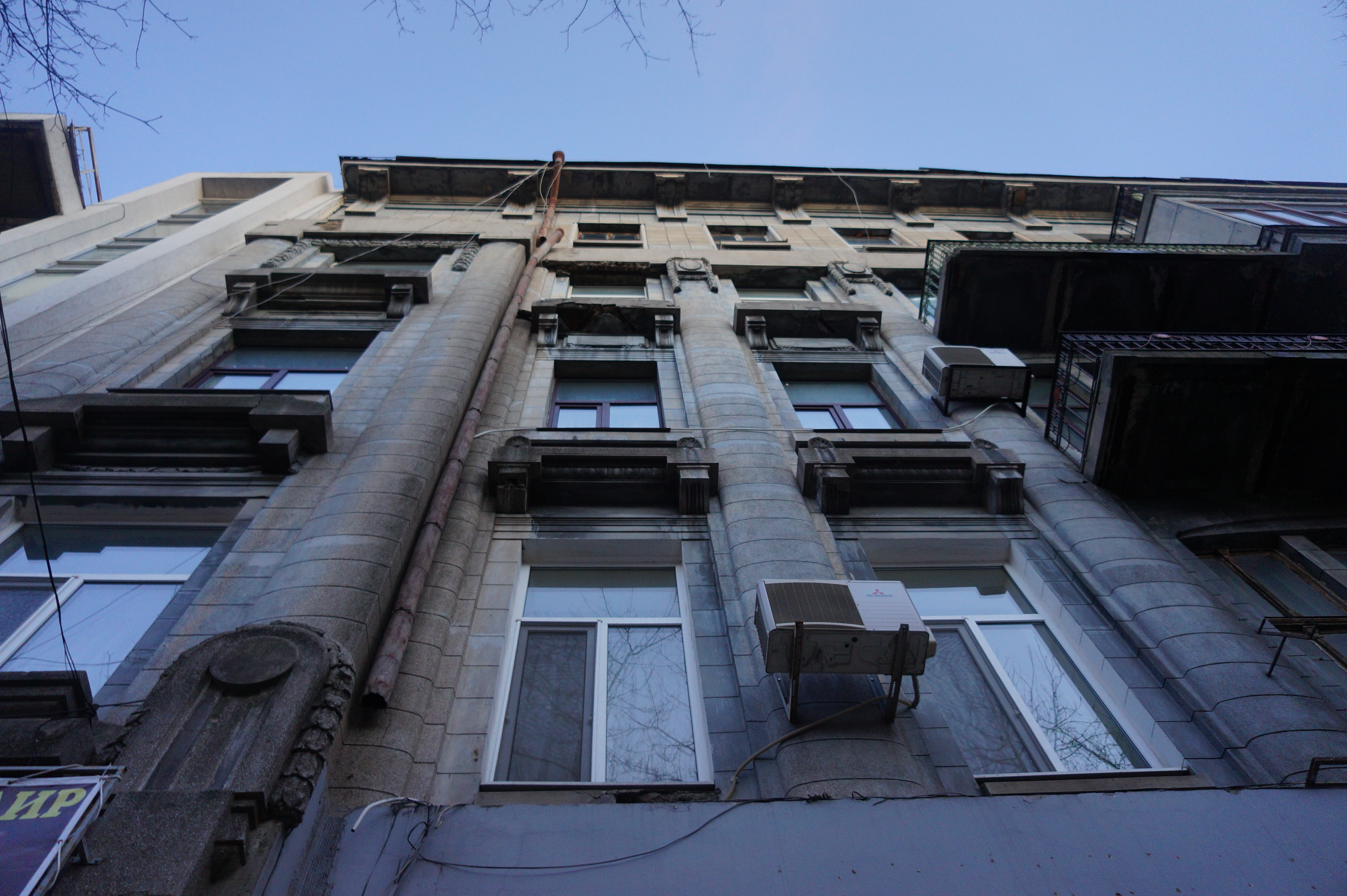
Будинок Е. М. Севастопуло, 1912
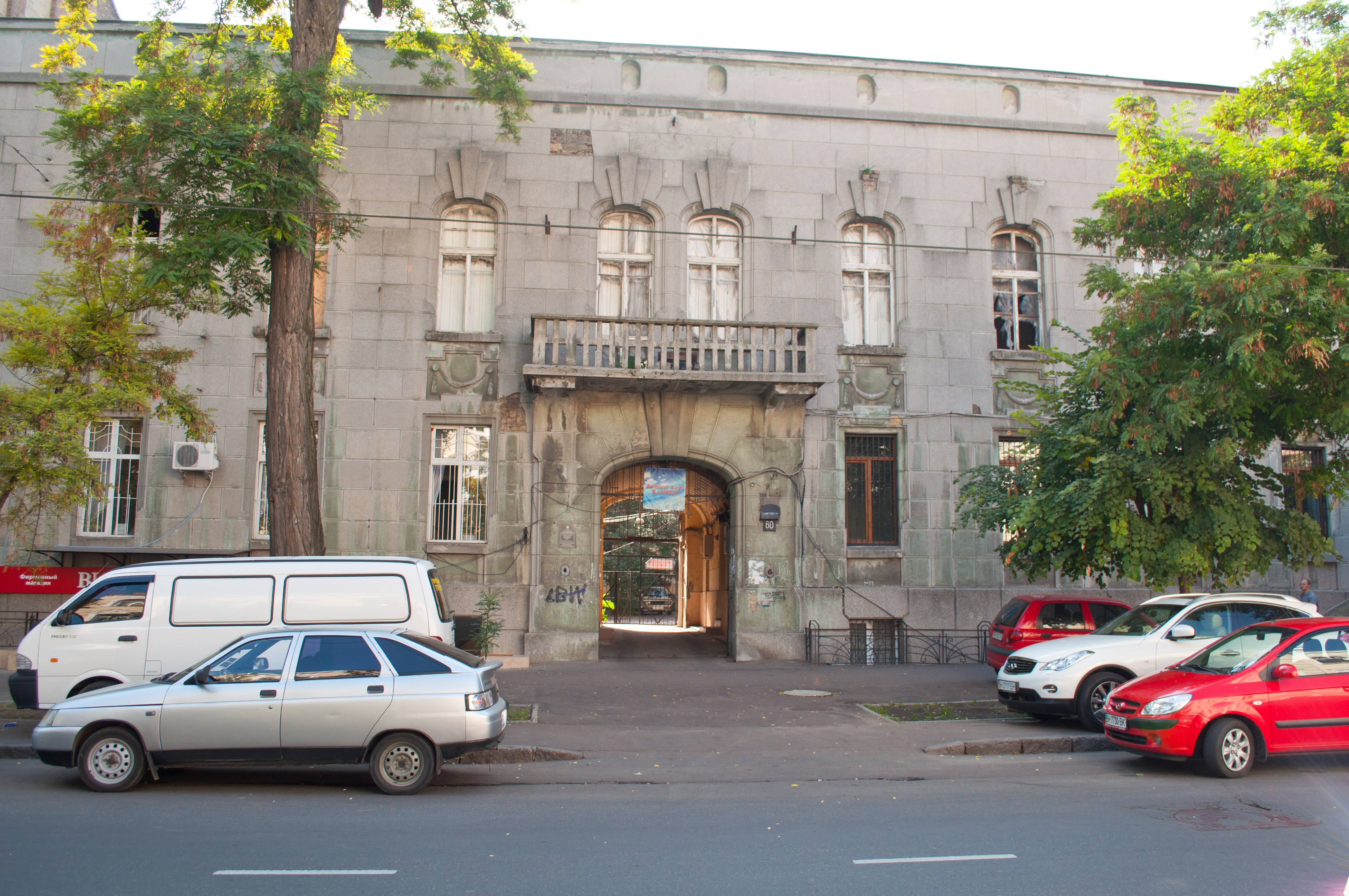
Реконструкція будинку І. М. Бузні, 1914